# Wow (singel Fagaty)
Wow (styl. WOW) – singel polskiej raperki Fagaty, który został wydany 28 marca 2025 wydaniem własnym za pośrednictwem MUGO.

## Geneza utworu i historia wydania
Utwór został napisany oraz wykonany przez Agatę Fąk, czyli Fagatę. Natomiast za kompozycję, produkcję, miks, mastering odpowiada Syru.
Wydanie ukazało się w formacie digital download oraz w streamingu w Polsce 28 marca 2025. Za wydanie singla odpowiada Fagata, która wydała utwór jako artystka niezależna za pośrednictwem MUGO.

## Kontrowersje
Fagata nie owija w bawełnę oraz rzuca wersami w stronę Wojtka Goli, cytując:

Ja to nie Wojtek Gola, jestem bi — się nie ukrywam

By życie miało smak — raz jest chłopak, raz — dziewczyna

To jest właśnie styl sexy cipki spod Konina

Ten wers to nie tylko muzyczna puenta, ale też publiczny coming out – Fagata otwarcie mówi o swojej biseksualności, jednocześnie zaczepiając Wojtka Golę, współwłaściciela Fame MMA. Wyraźnie sugeruje, że sama nie ma problemu z mówieniem o swojej orientacji, w przeciwieństwie do mężczyzny. Wers jest nawiązaniem do głośnego momentu z 2023 roku, gdy Wojtek Gola w żartobliwy sposób określił się jako biseksualny podczas jednego z wywiadów. Sprawę skomentował z dystansem, a jego słowa rozeszły się szeroko po sieci, stając się „żartem” oraz  tematem medialnym.

## Twórcy
Opracowano na podstawie materiałów źródłowych.
- Fagata – wokal, tekst
- Syru, właśc. Piotr Syrówka – produkcja, kompozycja, miks, mastering

## Lista utworów
- Digital download[2]

1. „WOW” – 2:24

## Teledysk
Do utworu powstał teledysk, który udostępniono 28 marca 2025 za pośrednictwem serwisu YouTube, który został wyreżyserowany przez firmę MzQ Media.

## Notowania

### Pozycja na tygodniowych listach
| Kraj   | Lista                    | Pozycja |
| ------ | ------------------------ | ------- |
| Polska | Billboard Poland Songs   | 3       |
| Polska | OLiS – single w streamie | 4       |

### Pozycja na półrocznych listach
| Kraj   | Lista                    | Pozycja |
| ------ | ------------------------ | ------- |
| Polska | OLiS – single w streamie | 73      |